# Renpei Tsukamoto
Renpei Tsukamoto (jap. 塚本 連平, Tsukamoto Renpei; * 1963 in Toki, Präfektur Gifu) ist ein japanischer Regisseur für Fernseh-Dramen und Filme. Er hat an der Nihon Daigaku Regie studiert.

## Filmographie

### Filme
- 2004: Gōsuto shauto
- 2005: The Call 2
- 2008: Bokutachi to Chūzai-san no 700 nichi sensō
- 2009: Hi-joshi zukan „Shinenai onna“
- 2010: Kazura

### Fernseh-Dramen
- 1996: Iguana no musume
- 1998: Osoru beshi!!! Otonashi Karen-san
- 1999: Kawaii dake ja dame kashira?
- 1999: Kizudarake no Onna
- 1999: Kizudarake no Onne spesharu
- 2000: Hanamura Daisuke
- 2000: Gekka no kishi
- 2001: Hanamura Daisuke spesharu
- 2001: Rūkii!
- 2001: Shitto no kaori
- 2002: Yoisho no otoko
- 2002: Satorare
- 2002: Arujānon ni hanataba o
- 2003: Messē ji ~kotoba ga uragiritteiku~
- 2003: OL zendō
- 2003: Tokumei kakarichō – Tadano Hitoshi
- 2004: Attohōmu Daddo
- 2004: Mazā & Rabuā
- 2005: Tokumei kakarichō – Tadano Hitoshi (Staffel 2)
- 2005: Doragon zakura
- 2005: Oniyome nikki
- 2006: Jikō keisatsu
- 2006: 7 nin no onna bengoshi
- 2006:  Tokumei kakarichō – Tadano Hitoshi spesharu '06
- 2006: Kimi ga hikari o kureta
- 2007:  Tokumei kakarichō – Tadano Hitoshi (Staffel 3)
- 2007: Oniyome nikki yudana
- 2007: Otoko no ko sodate
- 2008: Muri na renai
- 2009: Tokumei kakarichō – Tadano Hitoshi (Staffel 4)
- 2009: Goddo hando Teru
- 2009: Saru rokku
- 2010: Puro gorufā hana
- 2010: Kageppuchi no erii ~kono yo de ichiban daiji na „kane“ no hanashi~
- 2011: Akutō ~jūhanzai sōsahan